# Anomalon flavolabes
Anomalon flavolabes là một loài tò vò trong họ Ichneumonidae.